# Suisgill Bridge
Das Souterrain von Suisgill Bridge lag südlich vom Weiler Upper Suisgill, östlich der A897 und nahe bei der Einmündung des Suisgill Burn in den Helmsdale, bei Strath of Kildonan in Sutherland in Schottland.

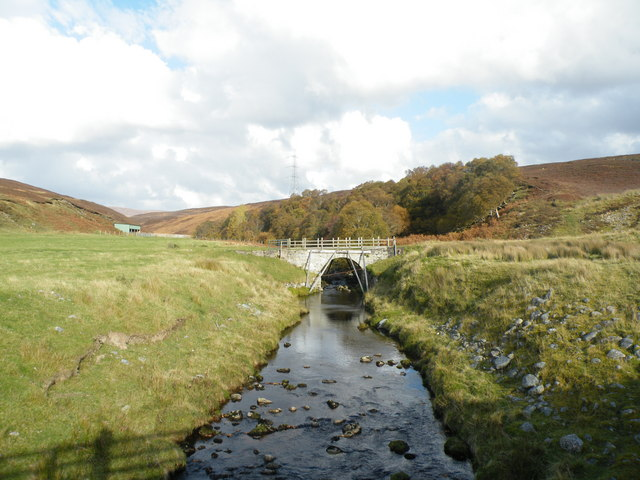
Namengebende Brücke über den Suisgill Burn

Das südwestliche Ende des Nordost-Südwest orientierten Souterrains wurde während des Baus der Straße zerstört. Der erhaltene Teil ist 4,1 m lang, 1,3 m breit und 1 m hoch. Unmittelbar südöstlich des Souterrains gibt es eine etwa runde Plattform, die die Position für ein Gebäude gewesen sein könnte. Auf der Oberfläche über dem Souterrain befindet sich eine Platte mit fünf flachen Schälchen (englisch cups).
Das Souterrain liegt heute unter der neuen Straße. Die Funde befinden sich im Inverness Museum.